# Aníbal Ruiz
Pour les articles homonymes, voir Ruiz.
Aníbal Ruiz, dit Maňo (né le 30 décembre 1942 à Salto (Uruguay) et mort le 10 mars 2017 à Veracruz (Mexique)) est un entraîneur uruguayen de football et sélectionneur de l'équipe du Paraguay. Il fut élu entraîneur sud-américain de l'année en 2005.

## Carrière
en tant qu'entraîneur
- 1976 : Nacional - Assistant
- 1977 : Danubio FC - Assistant
- 1978 : Defensor Sporting - Assistant
- 1979 : Club Olimpia - Assistant
- 1980 : Newell's Old Boys - Assistant
- 1981 : Peñarol - Assistant
- 1982 : Club Olimpia - Assistant
- 1983 : Atlético Nacional - Assistant
- 1984 : River Plate - Assistant
- 1985 : Club Olimpia
- 1986 : Atlético Nacional
- 1987 : Club Olimpia
- 1988 : Montevideo Wanderers FC
- 1989-1990 : Club Necaxa
- 1991 : Deportivo Quito
- 1991 : Club Olimpia
- 1992 :  Salvador
- 1992-1993 : UAG Tecos
- 1993-1996 : CD Veracruz
- 1996-1997 : CF Puebla  Mexique
- 1997-1998 : Club León  Mexique
- 1998-2000 : UAT Correcaminos  Mexique
- 2000-2001 : Club Guaraní
- 2001 : Club Olimpia
- 2002 :  Paraguay